# Salwarpe
Salwarpe é uma pequena vila e freguesia no distrito de Wychavon de Worcestershire, Inglaterra, a menos de duas milhas a sudoeste de Droitwich, mas em campo aberto. O nome também é soletrado Salwarp, e no tempo de John Leland foi registrado como Salop. Desde 2003, Salwarpe compartilha um conselho paroquial com Hindlip e Martin Hussingtree.

## História
Uma carta patente saxônica do ano 817 registra que Coenwulf, rei da Mércia, concedeu o feudo de Salwarpe a Denebeorht, bispo de Worcester, e seu priorado. No século XI, a concessão foi alienada, e um nobre chamado Godwine possuía o feudo principal de Salwarpe, enquanto seu irmão Leofric, Conde da Mércia, era um proprietário de terras menor lá. Como Godwine estava morrendo por volta de 1052, São Wulfstan, que era decano de Worcester, o convenceu a devolver sua mansão de Salwarpe ao Priorado de Worcester, mas o filho de Godwine, Ethelwine (mencionado no Domesday Book como estando em posse na época do rei Eduardo) repudiou o testamento do pai e o manteve, negando o legado ao Priorado. Salwarpe estava na centena ancestral de Clent.